# Cycas taiwaniana
Cycas taiwaniana é uma espécie de cicadófita do género Cycas da família Cycadaceae, nativa de Guangdong, este de Guangxi, sudoeste de Hunan e sudeste de Yunnan, na China. Esta espécie tem importância ornamental. Segundo dados de 2010, a população tende a descrescer.